# Brontinos
Brontinos (en grec ancien : Βροντῖνος) de Métaponte, était un philosophe pythagoricien du VIe siècle av. J.-C., ami et disciple de Pythagore. Alcméon de Crotone lui dédia ses œuvres ainsi que Léon et Bathylle[Lequel ?]. Les avis divergent quant à savoir s'il était le père ou le mari de Théano.
Deux poèmes orphiques ont été attribués à Brontinos : Sur la nature (Physika) et un autre, La robe et le filet a également été attribué à Zopyre d’Héraclée, l’un des Homérides.
Sa renommée était suffisante pour qu'une œuvre apocryphe lui fût attribuée dans la littérature néo-pythagoricienne. Syrianos écrit, se référant à Brontinos comme un auteur posant que la monade, ou cause première : « ...transcende toutes sortes de raison et d'essence en puissance et en dignité », tentative permettant d'insérer un élément de platonisme dans le pythagorisme.